# Humnice
Humnice (německy Humnitz) je zaniklá vesnice ve vojenském újezdu Hradiště v okrese Karlovy Vary. Ležela v Doupovských horách asi 2,5 kilometru jihovýchodně od Kotviny v nadmořské výšce okolo 640 metrů.

## Název
Název vesnice je odvozen ze slova humno neboli mlat (tj. místo, kde se mlátilo obilí) nebo stáj. V historických pramenech se objevuje ve tvarech: hunnicz (1460), in humniczych (1488), Humicze (1593), Hummitz (1636), Hymnicze (1654), Humitz (1787 a 1846).

## Historie
První písemná zmínka o Humnici je z roku 1443, kdy vesnice patřila k panství hradu Egerberk. Jeho součástí zůstala až do roku 1623, kdy zkonfiskovaný majetek Matyáše Štampacha ze Štampachu koupil Kryštof Šimon Thun. Tehdy byla vesnice připojena ke kláštereckému panství, u kterého ji také uvádí berní rula z roku 1654. Podle ní ve vsi žilo pět chalupníků a jeden poddaný bez pozemkového majetku. Hlavním zdrojem obživy obyvatel býval chov dobytka a práce v okolních lesích.
Počet domů v Humnici vzrostl mezi lety 1787 a 1846 z jedenácti na dvanáct, v nichž žilo 64 obyvatel. Obyvatelé pěstovali brambory a pícniny. Ve vsi na začátku dvacátého století nebyly dostupné žádné služby a řemeslo provozovali pouze zedník a tesař. Humnice patřila k radnické farnosti, děti docházely do školy v Martinově, ale pošta se nacházela v Radnici.
Po zrušení patrimoniální správy se Humnice roku 1850 stala obcí s osadou Hrzín, ale už roku 1869 byly obě vesnice osadami Martinova. Koncem devatenáctého století se Humnice na krátkou dobu znovu osamostatnila, ale od roku 1900 už trvale zůstala u Martinova. Humnice zanikla vysídlením v důsledku zřízení vojenského újezdu během první etapy rušení sídel. Úředně byla zrušena k 15. červnu 1953.

## Přírodní poměry
Humnice stávala v katastrálním území Žďár u Hradiště v okrese Karlovy Vary, asi 2,5 kilometru jihozápadně od Kotviny. Nacházela se v nadmořské výšce okolo 650 metrů na východním úbočí Humnického vrchu (707 metrů). Oblast leží v severní části Doupovských hor, konkrétně v jejich okrsku Jehličenská hornatina. Půdní pokryv tvoří v širším okolí kambizem eutrofní.
V rámci Quittovy klasifikace podnebí Humnice stála v mírně teplé oblasti MT3, pro kterou jsou typické průměrné teploty −3 až −4 °C v lednu a 16–17 °C v červenci. Roční úhrn srážek dosahuje 600–750 milimetrů, počet letních dnů je 20–30, počet mrazových dnů se pohybuje od 130 do 160 a sněhová pokrývka zde leží 60–100 dnů v roce.

## Obyvatelstvo
Při sčítání lidu v roce 1921 zde žilo 62 obyvatel (z toho třicet mužů) německé národnosti, kteří byli kromě jednoho evangelíka římskými katolíky. Podle sčítání lidu z roku 1930 měla vesnice 53 obyvatel německé národnosti a římskokatolického vyznání.
|           | 1869 | 1880 | 1890 | 1900 | 1910 | 1921 | 1930 | 1950 |
| --------- | ---- | ---- | ---- | ---- | ---- | ---- | ---- | ---- |
| Obyvatelé | 80   | 71   | 64   | 59   | 60   | 62   | 53   | 20   |
| Domy      | 12   | 13   | 13   | 13   | 10   | 10   | 9    | 9    |

## Pamětihodnosti
Na ostrožně vybíhající ze severozápadního úbočí Humnického vrchu stával v původním humnickém katastrálním území hrad označovaný jako Kleinštejn.